# Tschechow-Museum Sumy

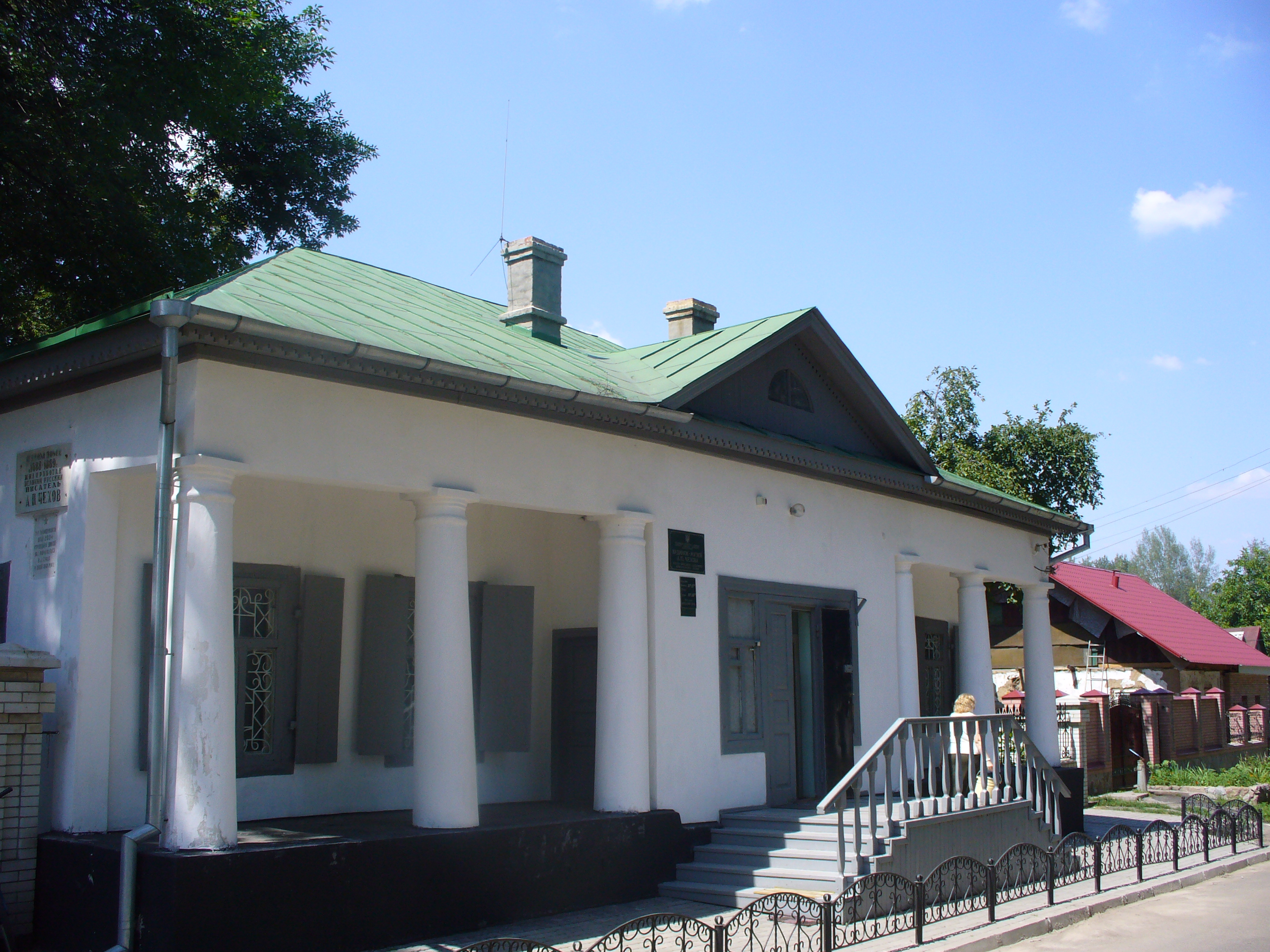
Tschechow-Museum Sumy im Jahr 2010

Das Tschechow-Museum Sumy (russisch Дом-музей Чехова (Сумы), Dom-musei Tschechowa (Sumy)) ist das Haus Tschechow-Straße 79 in Sumy, Ortsteil Luka in der nordöstlichen Ukraine. Anton Tschechow hielt sich zwischen dem 6. Mai 1888 und August 1894 zeitweise in dem Hause auf. Das Museum wurde zum 100. Geburtstag des Schriftstellers – am 29. Januar 1960 – eröffnet.
Als Sommerfrische für die Jahre 1888, 1889 und 1894 mietete Anton Tschechow ein Nebengebäude im Anwesen seines Petersburger Bekannten, des russischen adligen Pianisten und späteren Duma-Abgeordneten Georgi Michailowitsch Lintwarjow (1865–1943). Der Schriftsteller verbrachte die Sommer mit seiner Familie dort. Der Musiker Lintwarjow war in Tschechows jüngere Schwester Marija Pawlowna Tschechowa (1863–1957) verliebt.
Zu Tschechows zahlreichen Gästen in dem Hause zählten unter anderen sein Freund, der Verleger Alexei Suworin, die Schriftsteller Kasimir Baranzewitsch und Ignati Potapenko sowie der Dichter Alexei Pleschtschejew.
Eindrücke aus der näheren Umgebung Sumys verarbeitete Anton Tschechow in den Erzählungen Der Namenstag und Eine langweilige Geschichte, in der Komödie Der Waldschrat sowie in den Dramen Die Möwe und Onkel Wanja.